# ایندرک راودنه
ایندرک راودنه (استونیایی: Indrek Raudne؛ زادهٔ ۱۸ دسامبر ۱۹۷۵) سیاستمدار و نماینده سابق مجلس اهل استونی است.